# فأر جيبي شكيل
فأر جيبي شكيل (الاسم العلمي: Chaetodipus formosus) هو نوع من الحيوانات يتبع جنس فأر جيبي خشن من فصيلة الغوفرية.